# Farfugium japonicum var. giganteum
Farfugium japonicum var. giganteum è una pianta erbacea di origine giapponese appartenente alla famiglia Asteraceae del genere Farfugium.
È una pianta perenne a foglie sempre verdi, si sviluppa in ambienti freschi e poco soleggiati, preferisce l'ombra o la mezz'ombra. Raggiunge un'altezza da terra di 90–120 cm e resiste a temperature che vanno dai -10 °C ai 35 °C. Sviluppa, nel periodo invernale, fiori di colore giallo intenso a forma di margherita che producono piccoli semini coperti da lanugine bianca. Richiede terreno costantemente umido e fresco e con un pH leggermente acido. La riproduzione può avvenire sia tramite semina che tramite divisione delle zolle e dei bulbi.